# كاتي غلاس
كاتي غلاس (بالإنجليزية: Katie Glass)‏ هي مصارعة محترفة أمريكية، ولدت في 1943.

## وصلات خارجية
- كاتي غلاس على موقع WrestlingData.com (الإنجليزية)
- كاتي غلاس على موقع CageMatch worker (الإنجليزية)